# Heiden und Magerrasen Trupbach
Heiden und Magerrasen Trupbach este o arie protejată (arie specială de conservare — SAC, sit de importanță comunitară — SCI) din Germania întinsă pe o suprafață de 85,22 ha, integral pe uscat.

## Localizare
Centrul sitului Heiden und Magerrasen Trupbach este situat la coordonatele 50°54′13″N 7°57′22″E / 50.9036°N 7.9561°E.

## Înființare
Situl Heiden und Magerrasen Trupbach a fost declarat sit de importanță comunitară în martie 2001 pentru a proteja . Situl a fost protejat și ca arie specială de conservare în decembrie 2004.

## Biodiversitate
Situată în ecoregiunea continentală, aria protejată conține 3 habitate naturale: Pajiști uscate europene, Formațiuni ierboase bogate în specii de Nardus, dezvoltate pe substraturi silicioase în zone montane (și în zone submontane, în Europa continentală), Fânețe de joasă altitudine (Alopecurus pratensis, Sanguisorba officinalis).
La baza desemnării sitului se află un număr nedeclarat de specii protejate:
Pe lângă speciile protejate, pe teritoriul sitului au mai fost identificate 1 specie de mamifere, 6 specii de nevertebrate.